# Fernando de Noronha (tiểu vùng)
Fernando de Noronha là một tiểu vùng thuộc bang Pernambuco, Brasil. Tiều vùng này có diện tích 17 km², dân số năm 2007 là 2051 người.